# 黃誥 (光緒進士)
黃誥（1865年—?），字宣廷，汉军正黄旗人，清朝政治人物、進士出身。

## 生平
光緒二十四年，登進士，同年五月，改翰林院庶吉士，后官至陕西陕安道。光緒三十一年，授大清國駐意大利大使。
光緒三十二年四月十八日，赴萬國農學會參會。同年閏四月二日，代表清廷簽署《萬國農學會合同》。
光緒三十二年，中国参加米兰渔业世博会，中国驻意大利公使黄诰特别强调要动员华商参展，使之直接受益。他指出：中国对于此次世博会，“应劝谕华商能亲往观摩，若如从前多仅寄货参展，甚难收实效”。以后“遇有各国赛会，……特选精于制造者，带同前往，令与外国货物互相比较，或须求精，或须改良，务期尽善尽美，如中国之货为外国所无，考察其畅销与否而权衡之，抑或外国之货为中国所无，考其工作如何而模仿之，庶于会事实获其益”。
光緒三十四年二月二十六，清廷調錢恂為出使義國大臣代黃誥。